# Stylurus occultus
Stylurus occultus – gatunek ważki z rodziny gadziogłówkowatych (Gomphidae).